# Beligere, Kunigal
Beligere là một làng thuộc tehsil Kunigal, huyện Tumkur, bang Karnataka, Ấn Độ.